# 瓦苏德瓦纳卢尔
瓦苏德瓦纳卢尔（Vasudevanallur），是印度泰米尔纳德邦滕卡西縣的一个城镇。总人口18461（2001年）。

## 人口
该地2001年总人口18461人，其中男性9067人，女性9394人；0—6岁人口1914人，其中男979人，女935人；识字率62.26%，其中男性为73.93%，女性为50.99%。